# Vivian Oparah
Vivian Oparah, född 30 december 1996, är en brittisk skådespelare.
Oparah har bland annat medverkat i TV-serierna Then You Run och Class. Hon har även medverkat i filmen Rye Lane.

## Filmografi (i urval)
- 2016 – Class (TV-serie)
- 2023 – Rye Lane
- 2023 – Then You Run (TV-serie)